# Семенчук Сергій Олександрович
Сергі́й Олекса́ндрович Семенчу́к (нар. 12 березня 1979, с. Лоєвці, Новоушицький район, Хмельницька область) — кандидат історичних наук, доцент, науковець, викладач, історик, археолог, краєзнавець. Член Національної спілки краєзнавців України.

## Життєпис
Сергій Семенчук народився 12 березня 1979 р. в с. Лоївці Новоушицького р-ну Хмельницької обл. З 1985 по 1996 р. — навчався в Березівській загальноосвітній школі І-ІІІ ст. Новоушицького р-ну Хмельницької обл. З 1996 по 2001 р. навчався у  Кам'янець-Подільському державному педагогічному інституті ім. В.П. Затонського (нині Кам'янець-Подільський національний університет імені Івана Огієнка).
У 2008 р. — здобув кваліфікацію магістра педагогічної освіти, викладача історії в магістратурі Кам'янець-Подільського національного університету, спеціальність «Педагогіка і методика середньої освіти. Історія». З 2001 по 2003 рр. обіймав посаду вчителя історії та права Великозаліської ЗОШ І-ІІ ст. Кам'янець-Подільського р-ну Хмельницької обл.. З 2002 по 2003 р. — науковий працівник відділу археології Кам'янець-Подільського державного історичного музею-заповідника. З 2006 по 2019 рр. — викладач ПВНЗ «Хмельницький економічний університет». З 2015 по 2019 р. — науковий співробітник відділу охорони пам'яток історії та культури у Хмельницькій області. З 2019 по 2020 р. — викладач Чортківського фахового коледжу економіки та підприємництва Тернопільського національного економічного університету.
З 2023 р. —   доцент кафедри суспільних дисциплін Хмельницької гуманітарно-педагогічної академії, керівник археологічної практики.

## Наукова діяльність
Зі студентських років Сергій Семенчук проявив інтерес до археології, з 1997 по 2001 рр.  — учасник археологічного гуртка історичного факультету Кам'янець-Подільського національного університету імені Івана Огієнка. В цей же період  — член студентського вертепного гурту «Відродження», учасники якого ставили за мету національно-культурні цілі, дослідження та поширення української духовної культури лівобережжя Середнього Подністров'я (гурток діяв під орудою археолога, професора Кам'янець-Подільського національного університету ім. І. Огієнка В.  І.  Якубовського).
У 1999 році, будучи студентом третього курсу, Сергій Семенчук проводить власні археологічні розвідки, у ході яких виявлено дві язичницькі антропоморфні стели, які вперше введено до наукового обігу археології України під назвою пижівський та лоєвецький ідоли. Йому пощастило відшукати місце знаходження пижівського антропоморфа, про який згадує Є. Сіцінський, і ще одного, про який раніше у літературі не згадувалося.
Провів археологічні розвідки черняхівського поселення с. Підпилип'я Кам'янець-Подільського району та поховання пшеворської культури у с. Іллятка Старосинявського району Хмельницької області (спільно з В. А. Захар'євим). Також він учасник систематичних пам'яткоохоронних розвідок, проведених під час роботи на посаді наукового співробітника відділу охорони пам'яток історії та культури у Хмельницькій області (черняхівське поселення с. Лепесівка та Тихомельське городище, що на Білогірщині; давньоруські городища Губин та Остропіль, що на Старокостянтинівщині; курганна група в околицях м. Хмельницький; камінь-оберіг с. Вільховець, що на Новоушиччині; багатошарове поселення у с. Киселі, що на Старокостянтинівщині, та ін.).
У 1997, 1999 та з 2009 по 2016 роки  — учасник 9 археологічних експедицій із дослідження літописного Губинського городища (с. Губин Старокостянтинівської територіальної громади Хмельницької області) та з дослідження Черняхівського поселення та давньоруського городища у с. Пасічна (Старосинявська територіальна громада Хмельницької області). Під час археологічного сезону 2016 року на Губинському городищі виявлено кам'яний ідол, який введено в науковий обіг археології України та Південно-Східної Волині зокрема.
У 2018 році Сергій Семенчук захистив дисертацію на тему «Осередки язичництва лівобережжя Середньої Подністрянщини (ХІ ст. до н. е. — ХІІІ ст. н. е.)», здобувши вчений ступінь кандидата історичних наук.
У ході чергової археологічної розвідки в 2019 році у с. Буша Ямпільської територіальної громади Вінницької області виявлено та вперше введено до наукового обігу археології України ще дві кам'яні дохристиянські стели: ранньозалізного та ранньослов'янського періодів.
У 2019 р. — член редколегії енциклопедичного багатотомного видання «Звід пам'яток історії та культури України (Хмельницька область, м. Хмельницький)».
З 2020 року — керівник археологічної практики Хмельницької гуманітарно-педагогічної академії, яка проходить на базі історично-культурного заповідника «Межибіж», с. Меджибіж; Малієвецького історико-культурного музею, с. Маліївці Хмельницької області.
27 квітня 2023 року рішенням Атестаційної колегії Міністерства освіти і науки України та відповідно до наказу МОН від 27.04.2023 № 491 "Про рішення з питань присудження наукових ступенів і присвоєння вчених звань та внесення зміни до наказів Міністерства освіти і науки України" присвоєно вчене звання доцента кафедри суспільних дисциплін.
Рецензент та співавтор наукових видань «Новоушиччина: історія в пам'ятках». Автор статті «Святилища та кам'яні скульптури дохристиянських часів Новоушиччини» та «Кам'яні та земляні укріплення Хмельницької області XIV—XVIII ст.», автор понад 80 опублікованих праць у наукових фахових збірниках, періодичних та закордонних виданнях з регіональної давньої історії та археології України. Напрям наукових досліджень: осередки язичництва лівобережжя Середньої Подністрянщини, період давньої історії України, археологія.
Учасник 9 археологічних експедицій Кам'янець-Подільського національного університету імені Івана Огієнка під керівництвом науковця-дослідника В. І. Якубовського з дослідження Губинського літописного городища та власних археологічних розвідок.

## Наукові праці та дослідження
1. Сергей Семенчук. О языческих древностях левобережной части Среднего Поднестровья: история и археология // Revista Arheologica, serie nouă, vol. XIII, nr. 1-2, 2017. S. 168-174.
2. Семенчук С. О. Дохристиянські кам’яні символи родючості лівобережжя Середньої Подністрянщини // «Археологія &amp; Фортифікація України». Збірник матеріалів VIІІ Міжнародної науково-практичної конференції / [редкол.: О.О. Заремба відп. ред.) та ін.]. Кам’янець-Подільський: ПП Буйницький О.А., 2018. С. 82-91.
3. Семенчук С. О. Язичницькі наскально-ритуальні об’єкти лівобережжя Середньої Подністрянщини // Вісник Кам’янець-Подільского національного університету імені Івана Огієнка. Історичні науки / [редкол. : А. Г. Філінюк (відп. ред.) та ін.]. Кам’янець-Подільський : Кам’янець-Подільський національний університет імені Івана Огієнка, 2018. Вип. 11: До 100-річчя від заснування Кам’янець-Подільського національного університету ім. Івана Огієнка. С. 88-97.
4. Семенчук С.О. Губинський антропоморф: історія досліджень //«Археологія; Фортифікація України». Збірник матеріалів Х Всеукраїнської з міжнародною участю науково-практичної конференції / [редкол.: О.О. Заремба (голова) та ін.]. Кам’янець-Подільський: ФОП Буйницький О. А., 2021. С. 281-284.
5. Семенчук С. Давньоруські поховальні звичаї лівобережжя Середнього Подністров’я. Актуальнi питання гуманiтарних наук. Вип. 54. Т 2. 2022. С. 88-95.

### Статті у співавторстві
1. Захар’єв В. А., Семенчук С. О. Археолог і фортифікатор Олексій Глушок (1985-2008): здобутки і нездійснені задуми (30-річчя з дня народження) / В.А. Захар’єв, // «Археологія; Фортифікація Середнього Подністров’я». Збірник матеріалів V Всеукраїнської науково-практичної конференції / [редкол.: В.С. Травінський (відп. ред.) та ін.]. Кам’янець-Подільський : ТОВ «Друкарня Рута», 2015. С. 244-249.
2. Семенчук С. О., Шпаковський С. М. Пам’яткоохоронна діяльність В. І. Якубовського – вченого-археолога, дослідника Болохівської землі // «Археологія; Фортифікація України». Збірник матеріалів VI Міжнародної науково-практичної конференції / [редкол.: О.О. Заремба відп. ред.) та ін.]. – Кам’янець-Подільський: ПП Буйницький О.А., 2016. С. 349-353.
3. Семенчук С., Пірняк О. Бушанські антропоморфи лівобережжя Середньої Подністрянщини // «Археологія &amp; Фортифікація України». Збірник матеріалів ІХ Міжнародної науково-практичної конференції / [редкол.: О.О. Заремба (голова) та ін.]. Кам’янець-Подільський: ФОП Буйницький О. А., 2019. С. 63- 66.